# Anthurium tenaense
Anthurium tenaense är en kallaväxtart som beskrevs av Thomas Bernard Croat. Anthurium tenaense ingår i släktet Anthurium och familjen kallaväxter. Inga underarter finns listade.